# Allotrichoma baja
Allotrichoma baja är en tvåvingeart som beskrevs av Wayne N. Mathis 1991. Allotrichoma baja ingår i släktet Allotrichoma och familjen vattenflugor. Inga underarter finns listade i Catalogue of Life.